# Troféu Inconfidência 2021
Il Troféu Inconfidência 2021 è stata la seconda edizione di questa coppa dello Stato brasiliano del Minas Gerais organizzata dalla FMF.
Il trofeo è stato vinto dal Pouso Alegre, al suo primo successo nella competizione dopo aver superato l'URT in finale ai rigori.

## Formato
La competizione prevede quattro partecipanti ovvero i club classificatisi dal quinto all'ottavo posto della prima fase del Campionato Mineiro 2021. Il torneo si articola in semifinali e finale con match di andata e ritorno. In seguito il format è stato modificato ed entrambi i turni sono stati disputati in gara unica.

## Squadre partecipanti
|  | URT          |  | 5º classificato nel Campionato Mineiro 2021 |
|  | Pouso Alegre |  | 6º classificato nel Campionato Mineiro 2021 |
|  | Caldense     |  | 7º classificato nel Campionato Mineiro 2021 |
|  | Athletic     |  | 8º classificato nel Campionato Mineiro 2021 |

## Risultati

### Tabellone
|  | Semifinali | Semifinali   | Semifinali |              |       | Finale | Finale | Finale |  |
|  |            |              |            |              |       |        |        |        |  |
|  | 5          | URT          | 1 (3)      |              |       |        |        |        |  |
|  | 5          | URT          | 1 (3)      |              |       |        |        |        |  |
|  | 8          | Athletic     | 1 (2)      |              |       |        |        |        |  |
|  | 8          | Athletic     | 1 (2)      |              | 5     | URT    | 0 (2)  |        |  |
|  |            |              |            |              | 5     | URT    | 0 (2)  |        |  |
|  |            |              | 6          | Pouso Alegre | 0 (4) |        |        |        |  |
|  | 6          | Pouso Alegre | 6          | Pouso Alegre | 0 (4) | 0 (6)  |        |        |  |
|  | 6          | Pouso Alegre |            |              |       |        |        |        |  |
|  | 7          | Caldense     | 0 (5)      |              |       |        |        |        |  |

### Semifinali

#### Risultati
| Squadra 1    | Risultato       | Squadra 2 |
| ------------ | --------------- | --------- |
| URT          | 1 - 1 (3-2 dtr) | Athletic  |
| Pouso Alegre | 0 - 0 (6-5 dtr) | Caldense  |

| Arbitro: | Ronei Candido Alves |

|                                                        |                      |                                                           |
| Mateus Oliveira 25’                                    | Marcatori            | 83’ Ingro                                                 |
| Mateus Oliveira João Diogo Kellyton Wescley Pedro Rosa | Tiri di rigore 3 – 2 | Ingro Rafael Mineiro Alason Wallace Lalado Willian Mococa |

| Arbitro: | Paulo Cesar Zanovelli |

|                                                                       |                      |                                                                                   |
| Matheus Roldan Arilson Pedrinho Matheus Sousa Charles Lucas Rodrigues | Tiri di rigore 6 – 5 | Danilo Belão Guilherme Pessoa Lucas Silva Jonathan Costa Verrone Vinícius Ribeiro |

### Finale
La finale si è svolta il 5 maggio 2021.
| Squadra 1 | Risultato       | Squadra 2    |
| --------- | --------------- | ------------ |
| URT       | 0 - 0 (2-4 dtr) | Pouso Alegre |

### Tabellino
| Arbitro: | Ricardo Marques Ribeiro |

|                                               |                      |                                         |
| Mateus Oliveira João Diogo João Paulo Romário | Tiri di rigore 2 – 4 | Arilson Johnny Pedrinho Lucas Rodrigues |

| URT | Pouso Alegre |

#### Formazioni
| URT (4-4-2)        |    |                 |     |     |
|                    |    |                 |     |     |
| P                  | 1  | Renan Rinaldi   |     |     |
| D                  | 2  | Kellyton        | 69’ | 85’ |
| D                  | 3  | Donato          |     |     |
| D                  | 4  | Euller Viana    |     |     |
| D                  | 6  | Pedro Rosa      |     | 72’ |
| C                  | 5  | João Paulo      |     |     |
| C                  | 8  | Romário         | 63’ |     |
| C                  | 11 | Evair           |     | 62’ |
| C                  | 99 | Wescley         |     |     |
| A                  | 7  | João Diogo      |     |     |
| A                  | 10 | Mateus Oliveira |     | 62’ |
| Sostituzioni:      |    |                 |     |     |
| P                  | 12 | Jairo Lourençon |     |     |
| D                  | 13 | Davy            |     |     |
| D                  | 16 | José Eduardo    |     |     |
| C                  | 14 | Jean Carlos     |     | 85’ |
| C                  | 15 | Altair          |     | 62’ |
| C                  | 17 | Ian Barreto     |     | 72’ |
| A                  | 9  | Lucas Silva     |     |     |
| A                  | 19 | Sávio           |     | 62’ |
| A                  | 20 | Patrick Nonato  |     |     |
| Allenatore:        |    |                 |     |     |
| Wellington Fajardo |    |                 |     |     |

| Pouso Alegre (4-5-1) |    |                   |     |     |
|                      |    |                   |     |     |
| P                    | 1  | Cairo             |     |     |
| D                    | 2  | Nando             |     |     |
| D                    | 3  | Robson            | 83’ |     |
| D                    | 4  | Guilherme Paraíba |     |     |
| D                    | 6  | Charles           |     |     |
| C                    | 5  | Leandro Salino    |     |     |
| C                    | 7  | Matheus Roldan    | 32’ | 81’ |
| C                    | 8  | Arilson           | 87’ |     |
| C                    | 10 | Erick Varão       | 65’ |     |
| C                    | 11 | Lucas Rodrigues   |     |     |
| A                    | 9  | Johnny            |     |     |
| Sostituzioni:        |    |                   |     |     |
| P                    | 12 | Leandrão          |     |     |
| D                    | 14 | Lucas Rocha       |     |     |
| D                    | 15 | Gabriel Ferreira  |     |     |
| C                    | 13 | Matheus Sousa     |     |     |
| C                    | 16 | Mineirinho        |     |     |
| C                    | 18 | Pedrinho          |     | 81’ |
| A                    | 17 | Danillo Bala      |     |     |
| Allenatore:          |    |                   |     |     |
| Emerson Ávila        |    |                   |     |     |

## Classifica marcatori
| Gol | Rigori |  | Giocatore       | Squadra       |
| --- | ------ |  | --------------- | ------------- |
| 1   |        |  | Ingro           | Athletic Club |
| 1   |        |  | Mateus Oliveira | URT           |